# Hunyadi János
Hunyadi János (románul: Ioan de Hunedoara; horvátul: Janko Hunjadi; szerbül: Сибињанин Јанко, átírva: Sibinjanin Janko; törökül: حونیادی یانوش, átírva: Hünyadi Yanoş; Kolozsvár, 1407 – Zimony, 1456. augusztus 11.) magyar hadvezér, az ország egyik leggazdagabb földesura, 1446 és 1453 között a Magyar Királyság kormányzója (régense). Több déli vármegye ispánja, valamint erdélyi vajda. Hunyadi László és Mátyás édesapja. Az Oszmán Birodalommal szembeni küzdelmei, elsősorban a nándorfehérvári diadal révén már kortársaitól kivívta magának a törökverő melléknevet.
A legtöbb korabeli forrás szerint havasalföldi származású nemesi család tagja volt. Kiemelkedő érdemei elismeréseként jelentős birtokadományokat kapott, és haláláig hatalmas földbirtokok tulajdonosa lett, összesen kb. négymillió katasztrális hold területtel. Ilyen mértékű birtokkoncentrációra sem előtte, sem utána nem volt példa a Magyar Királyságban. Óriási vagyonát, valamint katonai és politikai befolyását elsősorban az oszmánok elleni háborúkra fordította.
Hunyadi katonai tapasztalatait a Magyar Királyság déli határvidékén szerezte, ahol az oszmán támadások folyamatos fenyegetést jelentettek. 1439-ben Szörény vármegye bánjává nevezték ki, majd 1441-ben Erdély vajdája, a székelyek ispánja és Nándorfehérvár (a mai Belgrád) főkapitánya lett, valamint számos déli vármegye irányítását is átvette, így a határvédelem egyik legfőbb felelősévé vált. Átvette és a hadviselésben alkalmazta a husziták szekérvárát. Hivatásos katonák mellett a helyi parasztságot is mozgósította az ellenség ellen. Ezek az újítások nagyban hozzájárultak korai sikereihez az 1440-es évek elején a délvidéket dúló oszmán seregek ellen.
Bár vereséget szenvedett az 1444-es várnai csatában, az 1442-es vaskapui ütközet, az 1443–44-es „hosszú hadjárata” a Balkán-hegységen át, valamint az 1456-os nándorfehérvári diadal – amelyben a szultán által személyesen vezetett oszmán sereget győzte le – nagyszerű hadvezéri hírnevet szerzett számára. A pápa elrendelte, hogy a keresztény templomok harangjai minden délben szóljanak, hogy az imádkozók a harcolókért fohászkodhassanak. Azóta is minden délben szólnak a templomi harangok a nándorfehérvári győzelem emlékére.
Hunyadi János nem csak hadvezérként, hanem államférfiként is kiemelkedett. Aktív szerepet vállalt az 1440-es évek elején V. László és I. Ulászló trónviszályában, az utóbbi oldalán harcolva. Népszerű volt a köznemesség körében, és 1445-ben a magyar országgyűlés az ország ügyeinek irányításával megbízott hét főkapitány egyikévé választotta, míg V. Lászlót el nem ismerték teljes jogú magyar királyként. A következő országgyűlés még tovább ment, és egyedüli kormányzóvá választotta. Amikor 1452-ben lemondott erről a tisztségről, a király hálája jeléül Magyarország első örökletes grófi címét adományozta neki (Beszterce örökös grófja). Ekkorra már a királyság egyik leggazdagabb földbirtokosa lett, és egészen haláláig megőrizte befolyását az országgyűlésben.

## Származása

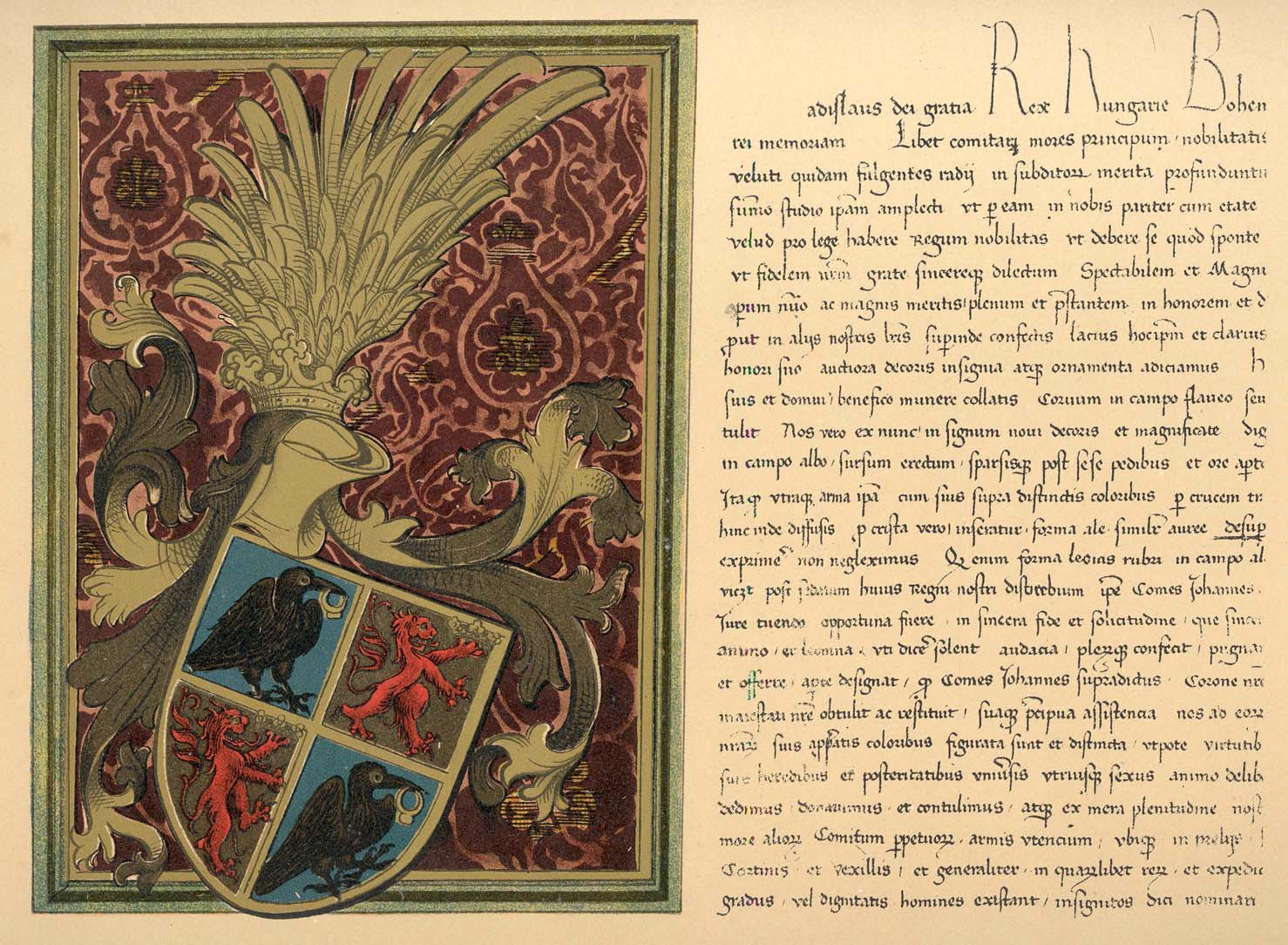
Hunyadi-címer, bővített, 1453

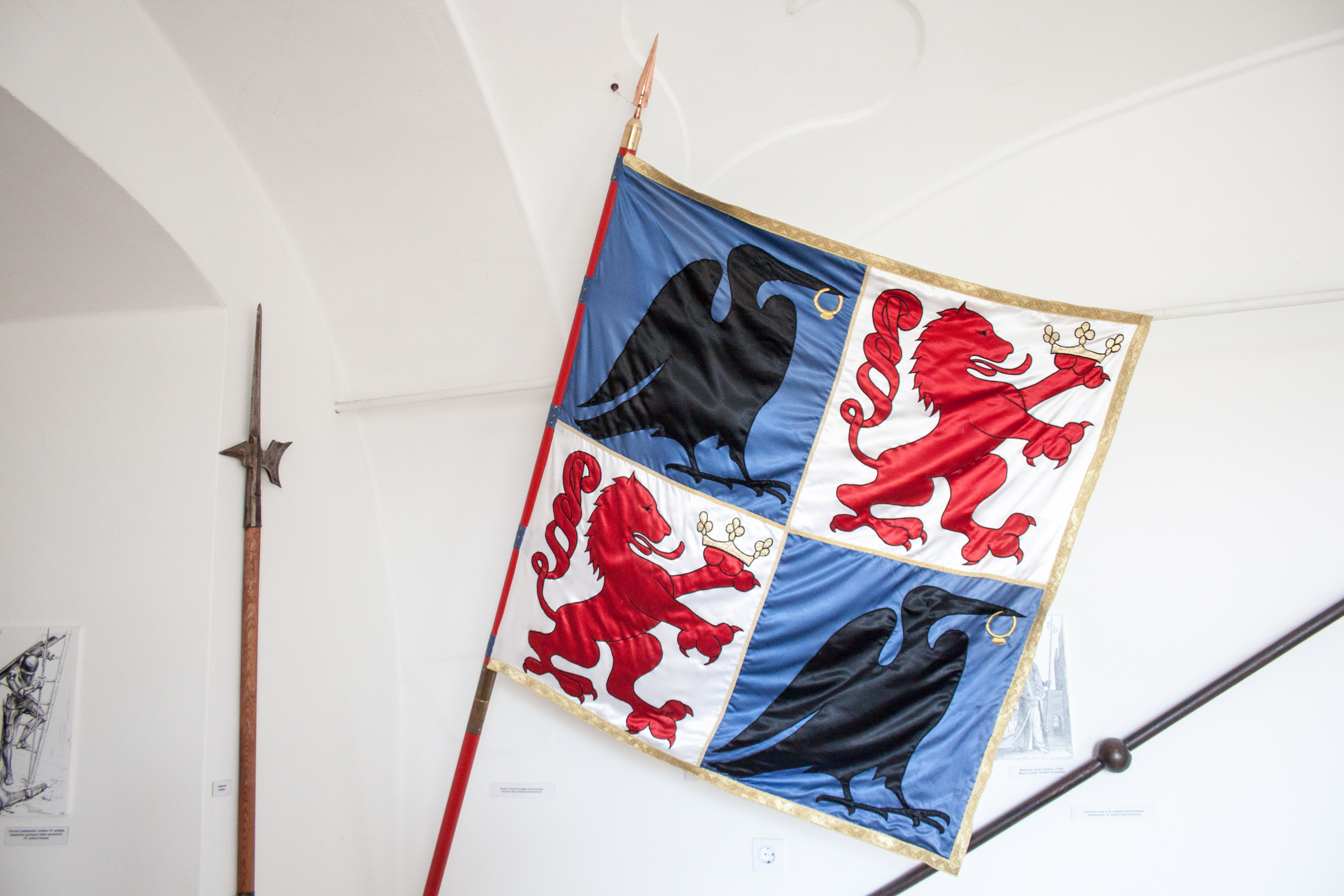
Hunyadi János zászlaja (rekonstrukció)

### Oklevelek általi említése
A Hunyadi-család első ismert említése Zsigmond 1409. október 18-án kelt oklevele, amelyben Hunyadi János apjának, Serbe fia Vajknak (Woyk filii Serbe) adományozza Hunyadvárat a birtokaival együtt. Az adománylevél említi Vajk testvéreit, Magast és Radolt (Wo(y)k militi et p(er) eum Magas (e)t Radol), valamint az ugyancsak Radol nevű unokatestvérét.
A korabeli források szinte egyöntetűen Hunyadi nemesi, de alacsony származásáról beszélnek. A Hunyadiakkal ellenséges szemléletben fogant Cillei-krónika szerint nem „megfelelő nemes”, Jan Długosz szerint „szerény és csekély állapotú”. Ugyanígy vélekedett Aeneas Silvius Piccolomini. A Thuróczy-krónika és Bonfini szerint apja Havasalföldről jött Zsigmond udvarába. Elképzelhető, hogy ez 1395-ben történt, hiszen ekkor járt Zsigmond Havasalföldön, hogy visszasegítse Mircsa vajdát a trónra a törökbarát Vlad ellen.
Anyjáról semmi biztosat nem tudunk. Bonfini szerint előkelő görög családból származott, de azt is állítja, hogy a Corvinusok a római Valeriusoktól származnak.
Hunyadi 1409-ben valószínűleg még gyermekkorú volt, amikor először említik nevét a fenti adománylevélben. Alkalmasint jóval fiatalabb, mint az 1386-ban született Kapisztrán János, akit életkorára hivatkozva akart visszatartani egy nehéz ütközettől. Piccolomini, a későbbi II. Piusz pápa is utal a kettőjük között lévő korkülönbségre.
1430 áprilisában minden rang nélkül említik, 1434-ben viszont egy oklevélben Zsigmond a „mi udvari vitézünk”-nek (aulae nostre miles) nevezi. A Németországban a 16. századig fennállt rendszer szerint egy nemesfiú 8 éves korában lett apród, 14 éves korában hadapród, 21 évesen, ha kiérdemelte, akkor lovaggá ütötték.
Születési idejét a legtöbb tudományos forrás 1407 körülre teszi,
mások 1409-es első említését közlik és azt, hogy ekkor még gyermek lehetett, illetve az ekkor 23 éves Kapisztrán Jánosnál jóval fiatalabb.

### Elméletek származásáról
- A Hunyadi-család etnikailag román eredetű volt.[22] Kubinyi András, a téma kutatója, az MTA doktora erről így írt:

„Ami az adatokból nyilvánvaló: a Hunyadi-család román eredetű volt. Erre utalnak az általuk használt keresztnevek, de először a későbbi kormányzót is Hunyadi Oláh Jánosnak hívták, később pedig külföldön „Walachia fehér lovagja” néven emlegették. Származásáról nincs kétség, noha mindig akadtak, akik ezt is vitatták. Az azonban már bizonytalan, hogy Serbe fia Vajk milyen társadalmi rétegből és honnan jött.”

– Kubinyi András: Mátyás király. Vince kiadó, 2001. Tudomány – Egyetem sorozat

- A Szilágyi Sándor által szerkesztett, a millennium alkalmából megjelent tíz kötetes A magyar nemzet története című műben Schönherr Gyula így ír származásáról:

„Hunyadi János annak a délszlávból meghonosodott társadalomnak a szülötte, mely a török terjeszkedése elől hazánkban biztos menedéket találva, oly nagy szerepet vitt a délvidék védelmi harczaiban. Nagyatyja, Serbán, a hunyadmegyei oláhok kenéze volt; atyja, Vojk, már udvari vitéz Zsigmond király szolgálatában, a ki urától 1409. október 18-án Hunyad várát királyi adományul kapja és ez által a magyar nemesek sorába emelkedik.”

– A magyar nemzet története, 1895, III. kötet, 620. o.

- Az előkelő származását megalapozni kívánó, már a középkorban megjelent elmélet szerint Luxemburgi Zsigmond volt az apja, akinek ágyasát, Morzsinai Erzsébetet csak a látszat kedvéért házasították össze Vajkkal, aki nevelőapja lett. Vajkot e tettéért és hallgatásáért a Hunyadi-birtokkal jutalmazta a király, amelynek révén rövid idő alatt igen tehetős földesúrrá vált. Az elmélet mellett kiállók hivatkoznak arra, hogy Hunyadinak volt egy ugyancsak János nevű öccse, ilyen névadás pedig csak akkor volt szokásban, ha más apától származott a két testvér. Arra is felhívják a figyelmet, hogy Zsigmond egyik fő bizalmasára, Ozorai Pipóra bízta az ifjú János katonai nevelését, és életének egyik legjelentősebb eseményére, császári koronázására Hunyadit, nem pedig feleségét és leányát vitte magával Itáliába, bár Hunyadi Milánóban maradt, és nem vett részt Rómában a császárkoronázáson. Zsigmond apaságával magyarázzák Mátyás királynak, az unokának kitartó igyekezetét a császári korona és természetesen a cseh királyi korona megszerzésére.
- Egy – irodalmi – elmélet szerint az anyja Mária magyar királynő volt és Luxemburgi Zsigmond az apja. Ennek két változata is van. Az első Pálóczi Horváth Ádám 1787-ben Győrött megjelent Hunniás[23] című művében a következőképpen hangzik: „[…] Kapisztrán a következő történetben magyarázza meg a bámuló Hunyadinak származását. – Mária krupa várában, a fogságban szülte őt. A gyermek Hunyadit, Horváthy Jánostól féltve egyik tisztjének »Buthus«-nak adta át, ki feleségének ugyanakkor megszületett gyermekével együtt nevelteti. A zágrábi püspök később Horváthy elől Buthussal együtt Rómába szökteti a gyermeket. Máriával azt a hamis hírt közlik, hogy gyermekét Buthussal együtt a bán szökés közben megölette. Rómában a papok Mária haláláig nevelik a gyermeket. Mária halálának a hírére az ország Zsigmond ellen fordul, ki szorultságában Venczel cseh királynak ígéri a trónöröklés jogát. A pápa az anyjától kapott ismertető gyűrűvel együtt hazaküldi Hunyadit Zsigmondhoz. […] Hunyadi könnyezve hallgatja származásának történetét. Mátyásnak atyai tanácsokat adva meghal.”[24]
- Az elmélet másik változata pedig így szól: Luxemburgi Zsigmond felesége Anjou Mária várandós volt. Egyedül ment el lovagolni, de valahol a budai erdőben leesett a lóról, és kitörte a nyakát, de a gyermek 8 hónapra, koraszülötten világra jött. Nem lehetett tudni, hogy baleset volt-e vagy gyilkosság. Azt adták hírül mindenkinek, hogy a királynő és magzata halott. Az anyát eltemették, de a csecsemőt meg sem keresztelték, pedig ez akkor szokás volt halva született gyermekeknél is. Morosini Erzsébet magához vette a gyermeket Zsigmond király tudtával és ezért őt Vajkhoz adta feleségül, akinek úgy vásárolta meg a hallgatását, hogy Hunyad birtokát átadta neki, nehogy tudomást szerezzenek az orgyilkosok az élő trónörökösről.[forrás?]
- A román elmélet szerint a család havasalföldi román[17][25] bojárcsalád, míg más álláspont szerint kun származék.[19][26] Apja Sorba fia Vajk,[27] egy havaselvi kenéz, anyja Morzsinai Erzsébet volt. A kun származás hívei szerint ellentmond román származásának, hogy a román nemesség akkoriban döntően a még megmaradt kun, besenyő, úz és tatár elemek közül került ki, továbbá a Vajk név egyáltalán nem román hangzású.[28] A román elfogult történetírás szinte egyöntetűen és hangsúlyosan románnak tekinti mind Hunyadi János, mind Mátyás király származását, apja nevét Voicu írásmóddal román névnek hamisítva.

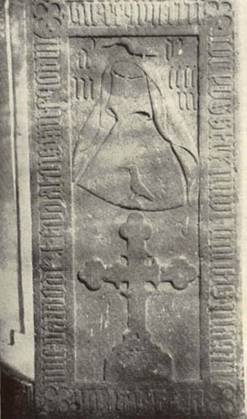
Vereb Péter mátraverebélyi címeres sírköve

- Vereb Péter mátraverebélyi címeres sírköveMás álláspont szerint „Hunyadi János magyar volt, ízig-vérig magyar, Péternek, a verebélyi vajdának, Erdély egykori alvajdájának fia, – ezt mondják az oklevelek és ezt hitelesíti a címer.”[29][30] A mátraverebélyi pálos kegytemplomban áll Vereb Péter síremléke: „Itt nyugszik a rettenthetetlen legyőzhetetlen katonának, Péter mesternek, György fiának, Erdély egykori alvajdájának, e templom alapítójának teste, aki meghalt 1403-ban”. A sírkövön lévő családi címeren ott a holló (mellesleg a pálos rend címerében is megtalálható a madár), ami a Hunyadi-címert is uralja. Az alvajda családja jó kapcsolatokat ápolt a renddel, ahogy köztudottan Hunyadi Mátyás is. A király halálakor a pálos rend gyásza így hangzik: „Egyik hollós siratja a másik hollóst”.[31]

## Élete

### Felemelkedése
Katonai pályafutását apródként kezdte, előbb Ozorai Pipó, majd Lazarevics István szerb despota szolgálatában. Mellettük megismerte a török harcmodort. 1427-től Újlaki László, később Csupor Demeter csapataiban szolgált. Írni-olvasni, latinul beszélni valószínűleg nem tudott. (Utóbbinak ellentmond Zsigmonddal való személyes kapcsolata és hosszabb itáliai tartózkodása is.)
1430 körül kötött házasságot horogszegi Szilágyi Erzsébettel. A házasságból két fiú, László (1431) és Mátyás (1443) született.
1430-ban Zsigmond király szolgálatába lépett. A királyt elkísérte Itáliába, 1431 októberétől 1433 őszéig bizonyíthatóan Milánóban, Filippo Maria Visconti milánói herceg udvarában tartózkodott. Itt megismerte a kor egyik legfejlettebb zsoldoshadseregét, a condottieri haderőt is. A kor legkiemelkedőbb hadművészeteit (huszita, condottieri) és a török harcmodort ötvözve tudott jelentős sikereket elérni a törökök ellen.
Mivel tehát két évig Milánóban élt a hercegnél, nem vehetett részt 1433. május 31-én Rómában Zsigmond német-római császárrá koronázásán.
1433-tól udvari lovag 1434-ben Bázelbe, majd Csehországba is elkísérte a császárt, és részt vett a huszita háborúkban. Az itt szerzett tapasztalatokat később a török elleni harcaiban is kamatoztatta. 
Idővel a királyi tanácsban is helyet kapott. 1439-ben szörényi bán, vagyis zászlósúr lett.
Albert király halála után Ulászló megválasztásáért harcolt. A király hálából 1441-ben Újlaki Miklóssal együtt kinevezte erdélyi vajdának, temesi ispánnak és nándorfehérvári főkapitánynak. Ezzel a déli határ védelmének irányítója lett.
Érdemei alapján rövid idő alatt tekintélyes birtokadományokban részesült, halálakor már olyan hatalmas földterületek, összesen mintegy négymillió katasztrális hold tulajdonosa volt, amihez fogható magyar földön sem azelőtt, sem azután nem volt egy kézen. Óriási vagyona jövedelmét, ezernyi familiárisának katonai és politikai súlyát azonban elsősorban a török háborúk céljaira fordította.

### Törökellenes harcai

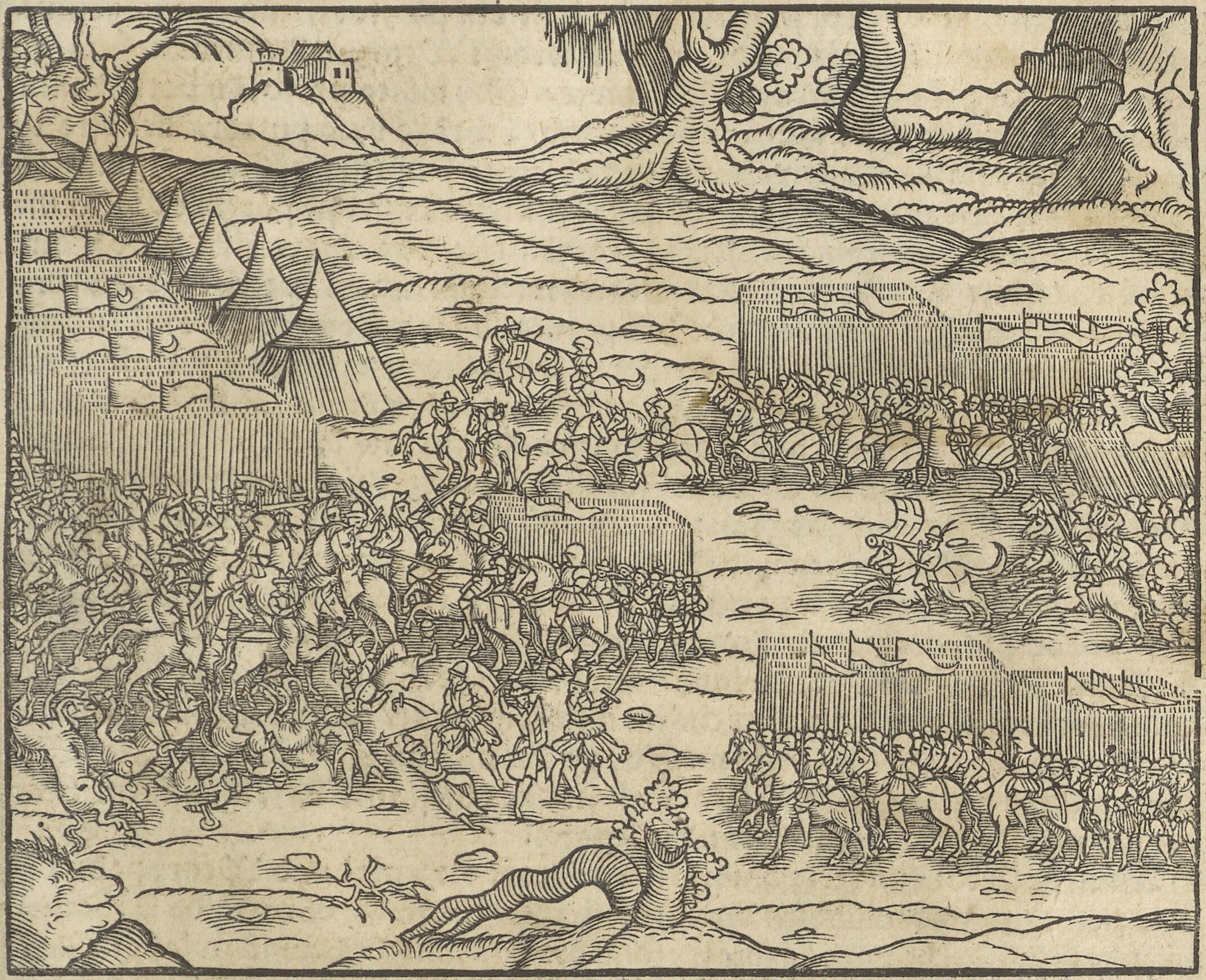
A várnai csata (Martin Bielski – Lengyel Krónika)

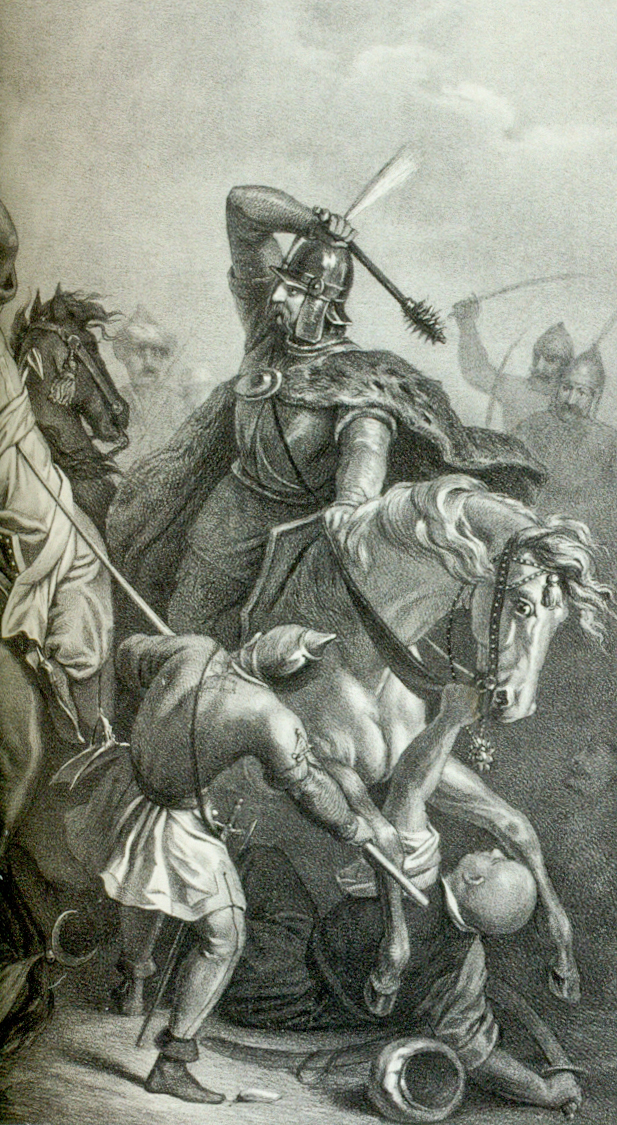
Hunyadi a várnai csatában, Marastoni József litográfiája

1441-ben megzabolázta a Rácországban dúló törököket és Szendrőnél megverte Isák (Iszhák) béget. 1442-ben hatalmas török had zúdult Erdélyre. Mezid bég a törökök vezére arra számított, hogy a magyarok nem képesek egy hirtelen támadást elhárítani. Marosszentimrénél Hunyadi vereséget szenvedett, de utána eredt, és egymás után több ragyogó győzelmet aratott a törökök felett: először Nagyszeben közelében, majd a Déli-Kárpátokban, az erdélyi Vaskapu-hágón, és keleten, az Elő-Kárpátokban, a Jalomica felső folyásánál. 1442-es kora tavaszi győzelmeit kihasználva Hunyadi április 10. és május 25. között betört Havasalföldre, megbuktatta, és lefejeztette a törökbarát Vlad Mircea vajdát, helyére a magyarbarát Basarabot, az 1432-ben kivégzett (vagy csatában elesett) II. Dán fiát ültette, átmenetileg helyreállítva a magyar befolyást a dél-oláh fejedelemségben.
1443. július 22-én Hunyadi vezetésével és Ulászló király részvételével indult meg a balkáni hosszú hadjárat, melynek során több ütközetben verték meg a velük szemben álló törököt.
A sorozatos győzelmek azt a reményt keltették, hogy a törököt ki lehet verni Európából. Háborút sürgetett a balkáni hadjárat után is.
1444-ben a várnai csata után Vlad Dracul havasalföldi vajda elfogta, és csak a nádor háborús fenyegetésére bocsátotta szabadon. 1445-ben Hunyadi Jánost az öt főkapitány egyikévé, az országos tanács tagjává, 1446. június 5-én pedig már kormányzóvá választották. 1447 szeptemberében Buda vára is az övé lehetett. 1448 februárjában hercegi címet kapott, de ezt soha nem használta.
Hellének első dicső császára volt Ő, Sándor Olimpiásznak sarja, majd eljött Konstantin, fellelte a keresztet, keresztények császára volt gyökér és csúcs egyben. János a harmadik császár az egész világ csodája, hogy zengjek kellő éneket csodálatos nevéről és elmém milyen dicséretet találjon hozzá méltót miként két korábbi nagy császár dicső alakját oly tisztelettel bámulom a harmadik nagy császárt. Méltó és illendő tehát hogy Róma szent egyháza napkelet és napnyugat keresztény sokasága dicső alakja emlékét szívében híven hordja, kiket örök dics övezett véres háborúkban a hős és félénk emberek minden nemű csoportja Magyarországból származó János előtt hódoljon és a nagy lovag előtt fejét dicsérettel meghajtsa, emeljék őt magasra mint császárt a régi hőssel nagy Sámsonnal, Nagy Sándorral, Konstantinnal együtt. Evangélisták, próféták kik Krisztusért harcoltak szentek fényes tábora nekik legyen dicsőség de köztük zengem hírnevét János dicső császárnak.
Győzelmi sorozata után, az 1448-as rigómezei vereség következtében Brankovics György szerb despota kezére került, ahonnan csak megalázó feltételek árán bocsátották szabadon. (Az országos tanács – Hunyadiért semmi áldozatot nem sajnálva – 100 000 arany váltságdíjon felül visszaadta Brankovicsnak többek között a magyar kézen lévő szerb várakat is). Hunyadinak ekkor már negyvenezres serege volt.
Hazatérve Hunyadi az ország erőinek egyesítését és a központi hatalom megerősítését tűzte ki célul, ebben a törekvésében Vitéz János volt segítségére.
1450-ben a császárral kötött egyezményben Hunyadi kénytelen volt elismerni V. László trónigényét.
1453-ban az országgyűlésen lemondott kormányzói tisztjéről, de országos főkapitányi tisztségét és temesi ispánságát megtartotta. Szolgálatai elismeréseképpen a király Beszterce vármegye örökös főispánjává, grófjává tette és címerét kibővítette az ún. besztercei oroszlánokkal.
1454-ben Krusevácnál Feriz bég seregét verte tönkre, s javaslatot tett egy százezer harcosból álló sereg szervezésére és a török Európából való kiűzésére, de nem nyert támogatókra.

### Nándorfehérvár

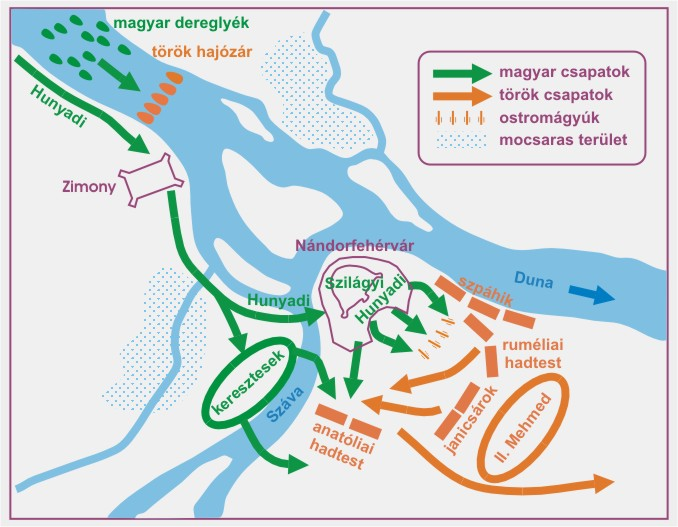
A nándorfehérvári csata

1456-ban a török megindult, és ostrom alá vette Nándorfehérvárt. Július 21–22-én Hunyadi János saját seregével – köztük 200 hajóval – és a Kapisztrán János által toborzott parasztokból álló húszezernyi keresztesekkel fényes győzelmet aratott a szultán többszörös túlerőben lévő seregén.
Elterjedt vélekedés szerint ez a győzelem Európában is visszhangra talált, s a nagy diadal tiszteletére azóta minden délben, Európa szerte meghúzzák a harangokat, azonban a déli harangszó elrendelése szűk egy hónappal megelőzte Hunyadi győzelmét. A győzelem emlékére vezette be III. Kallixtusz pápa az Urunk színeváltozása ünnepet az egész római katolikus egyházban.
Hunyadi nem sokkal élte túl győzelmét, Kapisztrán Jánossal együtt áldozatául esett a táborukban kitört pestisjárványnak. 1456. augusztus 11-én Zimonyban halt meg.
Thuróczy János szerint: „Amikor Mahomet császár Hunyadi halálának hírét meghallotta, lehajtotta fejét, és sokáig hallgatott. Ezután azt mondta: 'Ellenségem volt, mégis sajnálom halálát, mert Hunyadinak nem volt párja a fejedelmek között.'”
Gyulafehérváron a Szent Mihály-székesegyházban temették el.

## Címei, titulusai

### Címei
- Vajdahunyad ura
- zászlósúr (1439-tól)
- főkapitány (1445-től)
- herceg (1448-tól)

### Titulusai
- Szörényi bán (1439–1446)
- A Magyar Királyság kormányzója (1446–1453)
- A Magyar Királyság főkapitánya (1453–1456)
- Erdélyi vajda (1441–1456)
- Székely ispán (1441–1456)
- Nándorfehérvári főkapitány (1441–1456)
- Temes vármegye ispánja (1441–1456)
- Pozsony vármegye ispánja (1450–1452)
- Beszterce vármegye örökös főispánja és grófja (1453-tól)
- Trencsén vármegye ispánja (1454–1456)

## Emlékezete

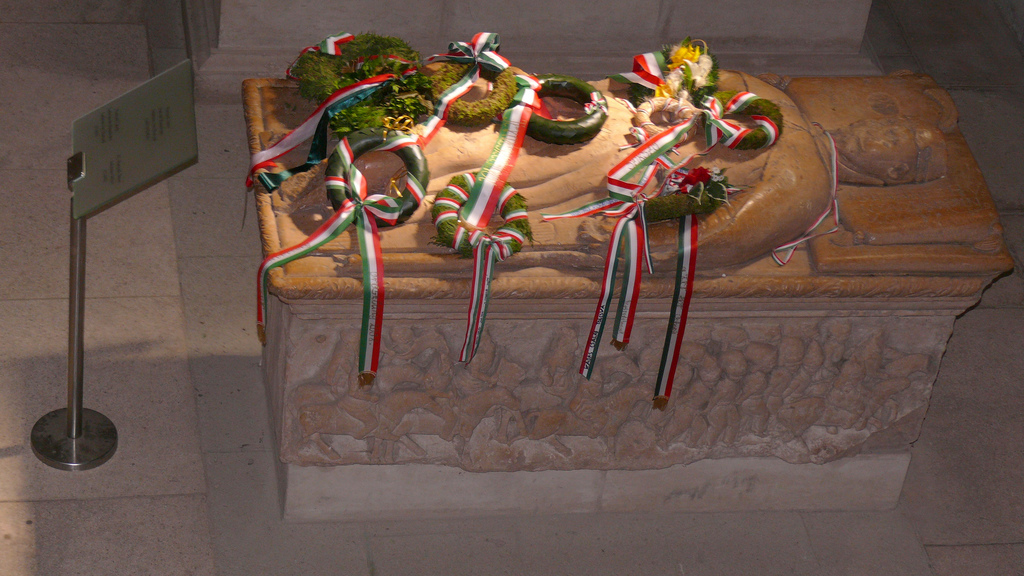
Hunyadi János sírja a gyulafehérvári érseki székesegyházban

Emlékét számos utca és tér neve őrzi (például Budapest I. kerületében, ahol bronzszobra is áll). Szobra áll a millenniumi emlékművön Budapest XIV. kerületében, továbbá nevezetes lovasszobra van Pécsett. Várna városának egyik körútját róla nevezték el (Bulevard Yan Huniadi). Minden évben május 21-én, a Honvédelem Napján adják át a róla elnevezett Hunyadi János-díjat.
Carrarai márványból faragott életnagyságú szobrát felállították a Hadvezérek csarnokában, a bécsi Hadtörténeti Múzeumban.

### A szépirodalomban
- Arany János: Szibinyáni Jank (vers, 1855. április)[43]
- Czuczor Gergely: Hunyadi (vers)
- Darvas József: A törökverő (regény, Budapest, 1938)
- Hegedüs Géza: Hunyadi János (regény, 1948)
- Hollós Korvin Lajos: Hunyadi (dráma, Budapest, 1956)
- Hunyady József: Hollós vitéz (regény, 1957)
- Kisfaludy Sándor: Hunyadi János (dráma)
- Komjáthy István: Hunyadi (elbeszélő költemény, Budapest, 1951)
- Benkő László: Őfelsége lovagja (regény, Szeged, 2024)

| Bán Mór regényei | Bán Mór regényei |
| --- | ---------------- |
| - Bán Mór: Hunyadi – A hajnalcsillag fénye (regény, 2008) - Bán Mór: Hunyadi – Az üstökös lángja (regény, 2009) - Bán Mór: Hunyadi – A csillagösvény hídja (regény, 2009) - Bán Mór: Hunyadi – A hadak villáma (regény, 2010) - Bán Mór: Hunyadi – A mennydörgés kapuja (regény, 2011) - Bán Mór: Hunyadi – A Holló háborúja (regény, 2013) - Bán Mór: Hunyadi – A félhold tündöklése (regény, 2014) - Bán Mór: Hunyadi – A hit harcosa (regény, 2016) - Bán Mór: Hunyadi – Isten árnyéka (regény, 2017) - Bán Mór: Hunyadi – Vihartépte zászlaink (regény, 2019) |                  |

### A festészetben, szobrászatban, grafikában, metszeteken

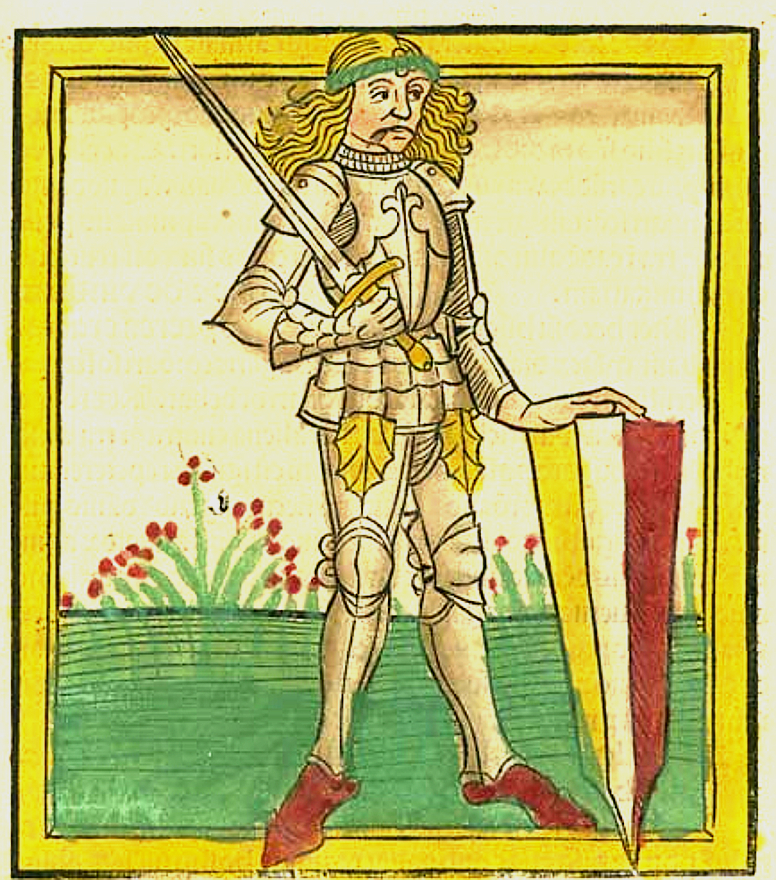
Thuróczy-krónika, 15. század
17. század
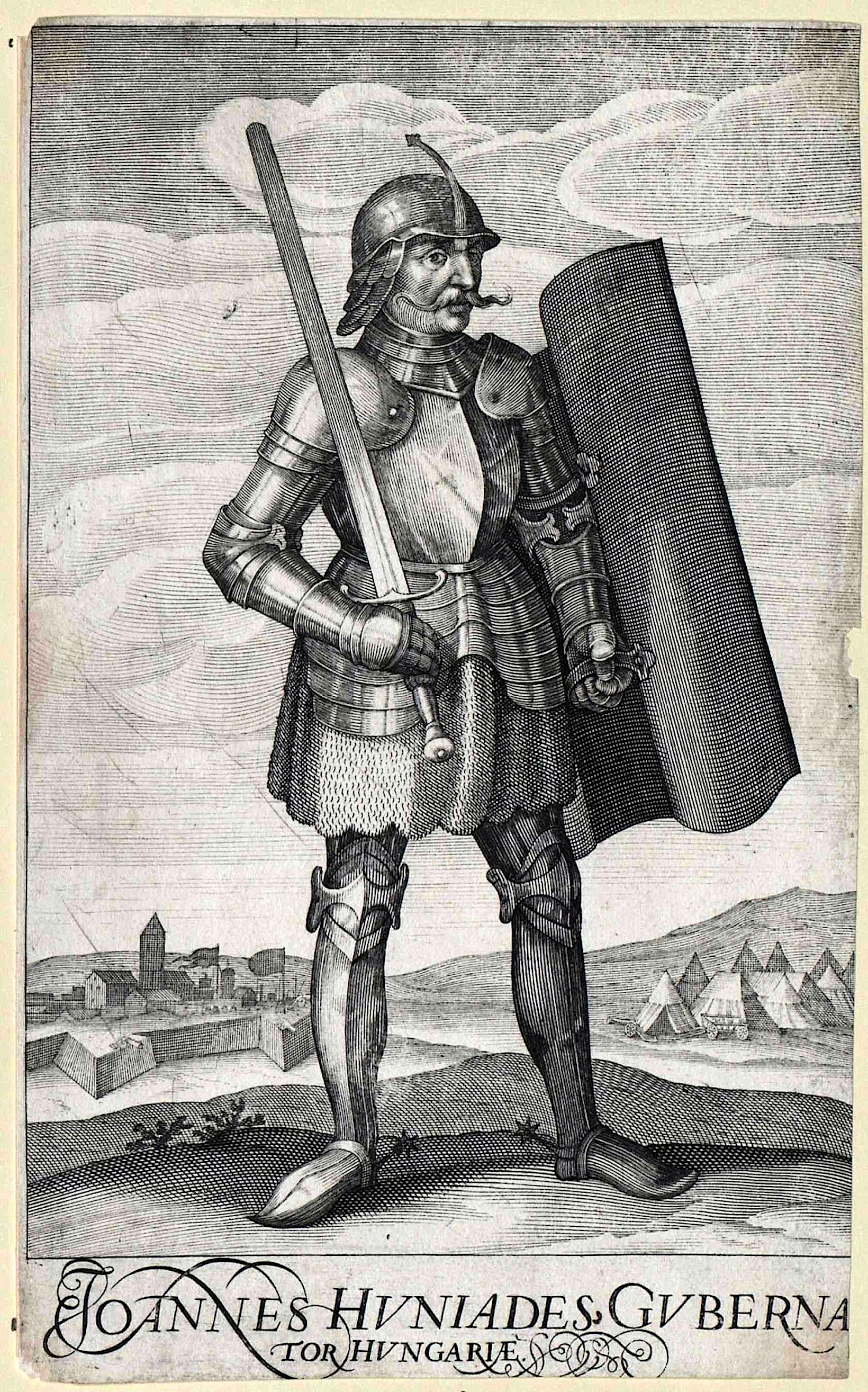
Johannes Huniades Gubernator Hungariae
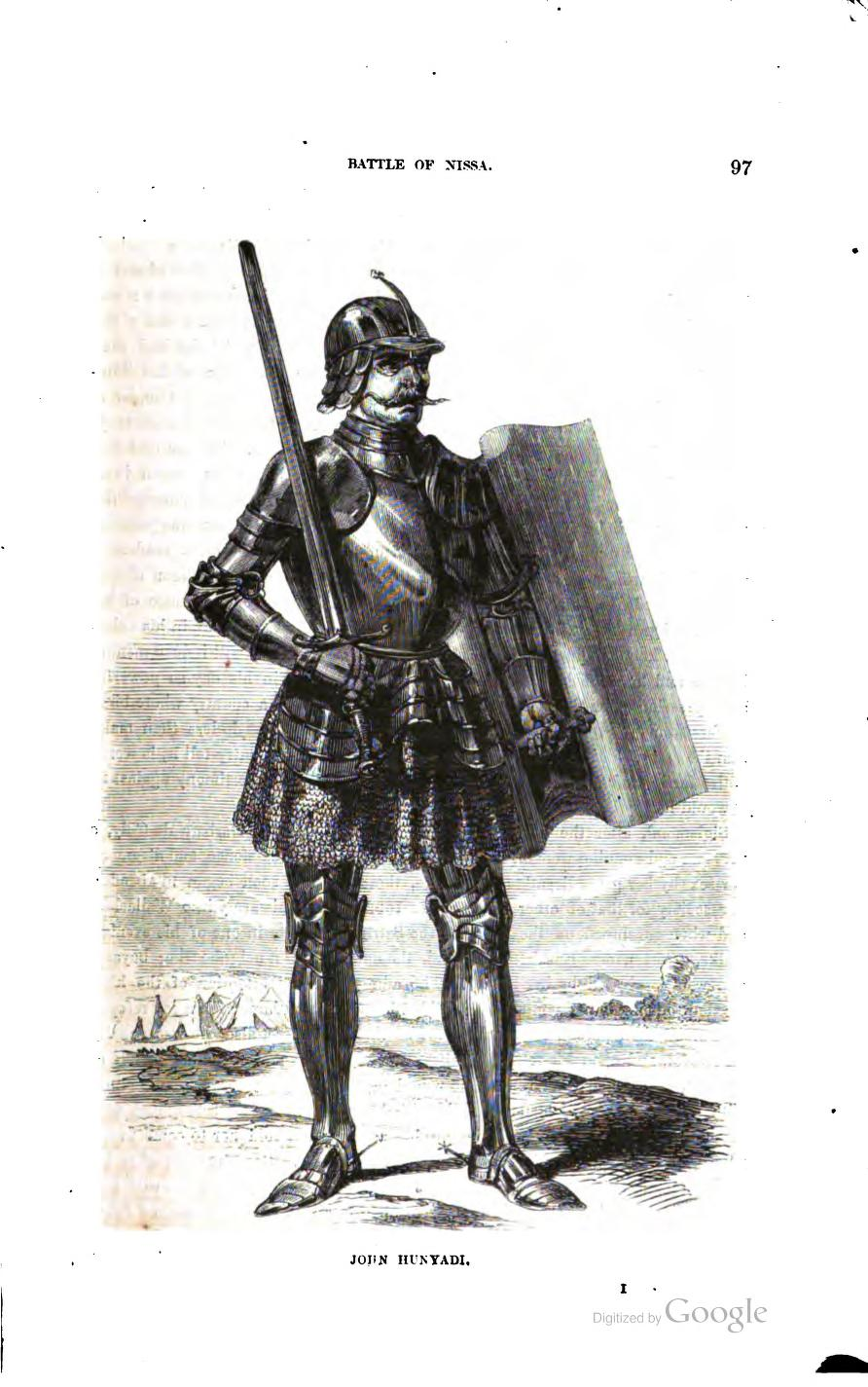
1853
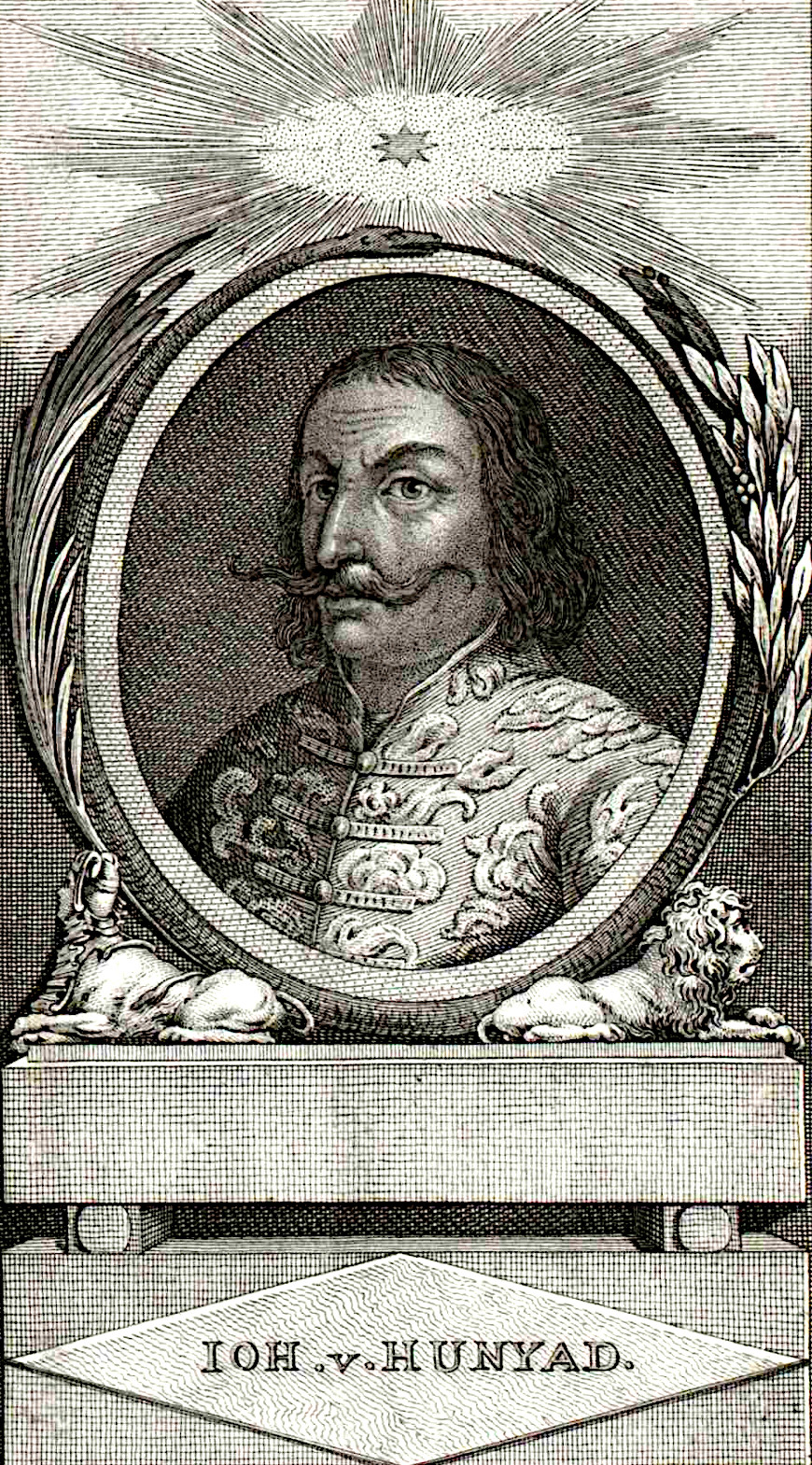
Blaschke János rézmetszete, 1807
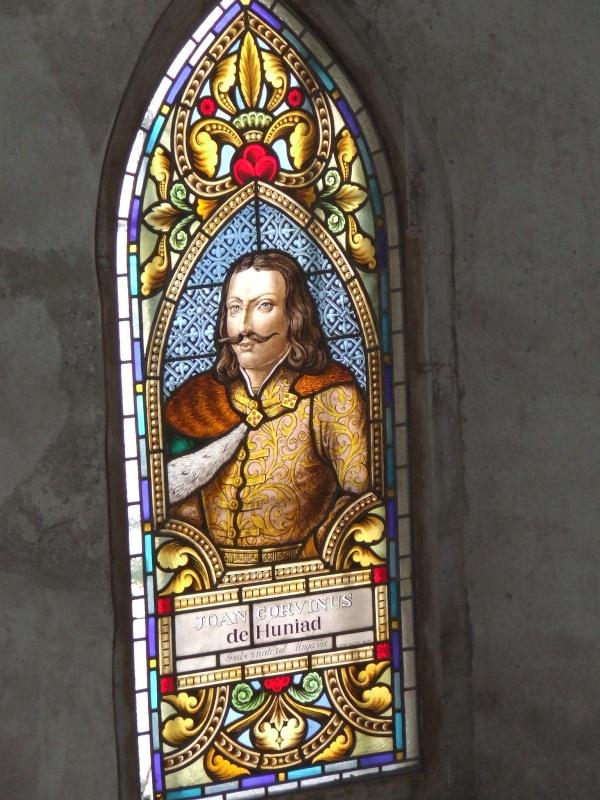
Festett üveg, Vajdahunyad, 19-20. század (?)
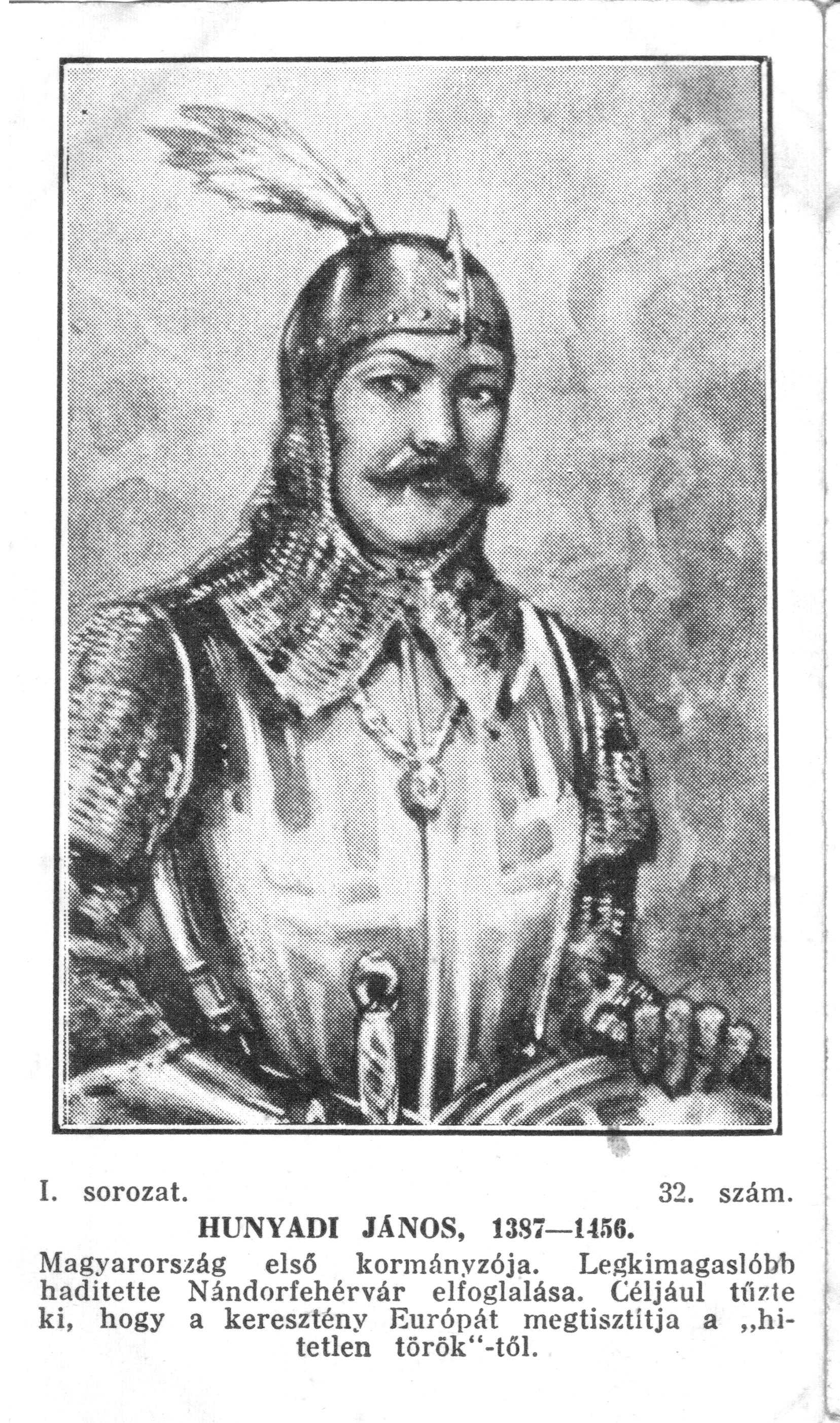
20. századi képeslapsorozat
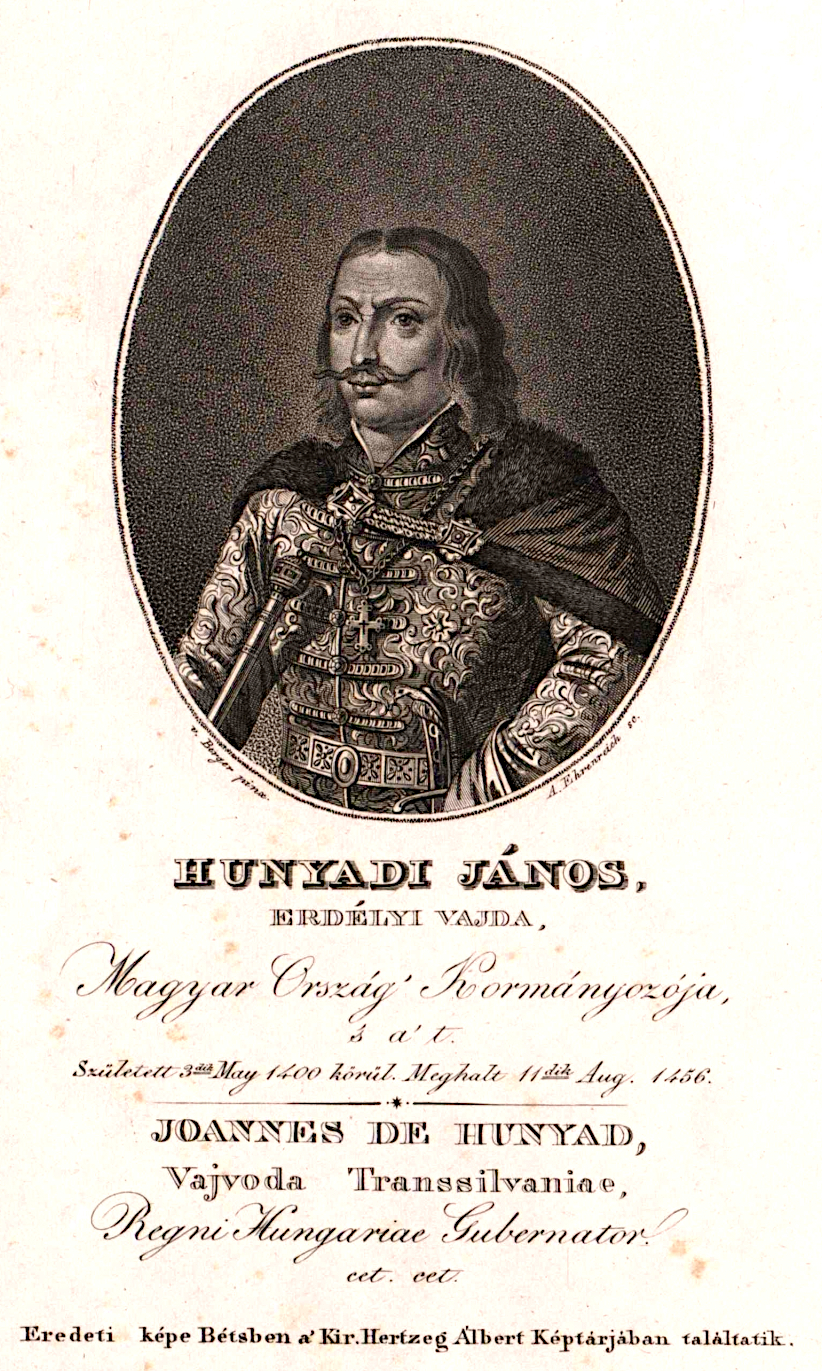
Hunyadi János erdélyi vajda Magyar Ország kormányzója
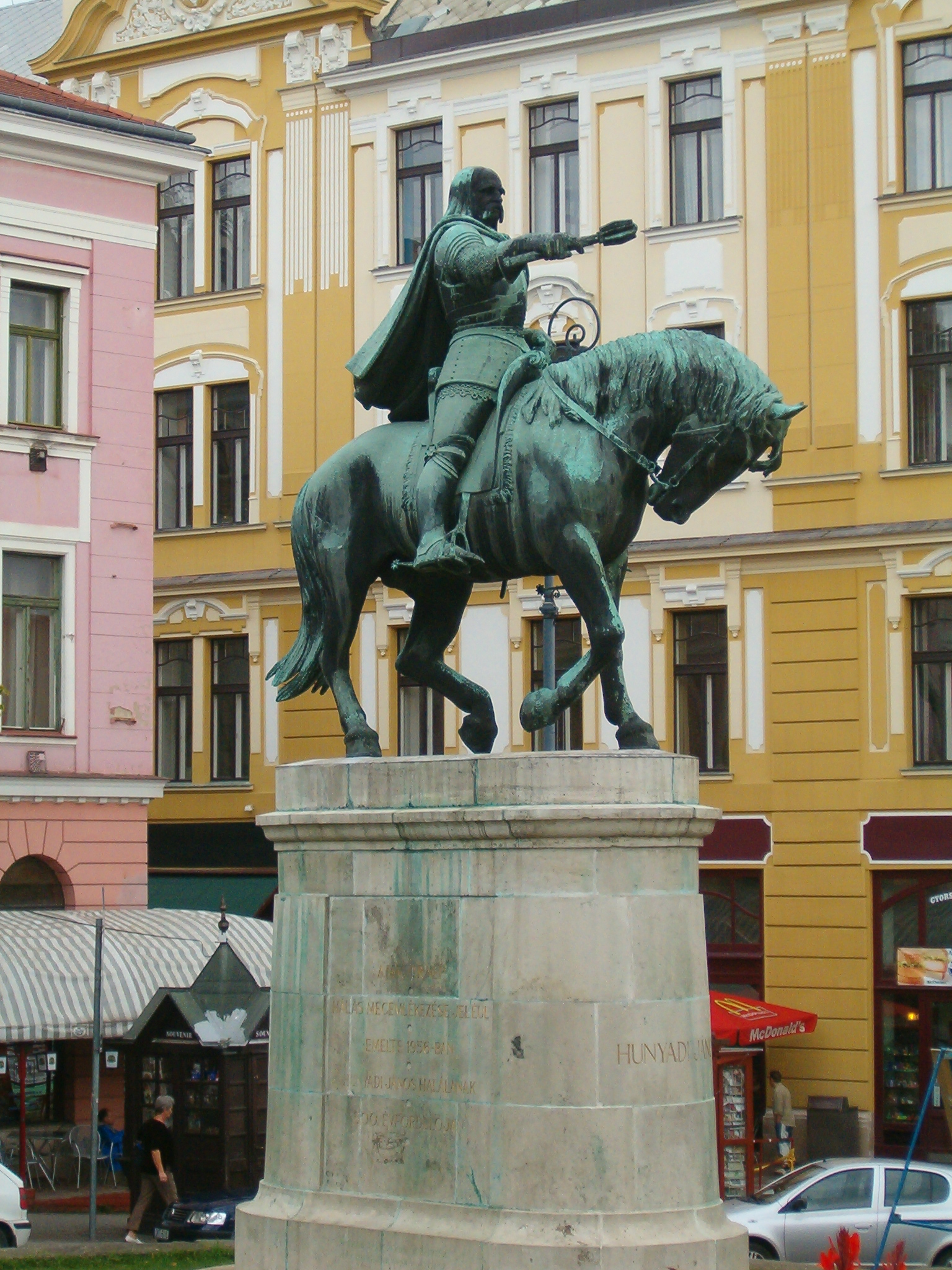
Pátzay Pál: Hunyadi János szobra Pécs főterén
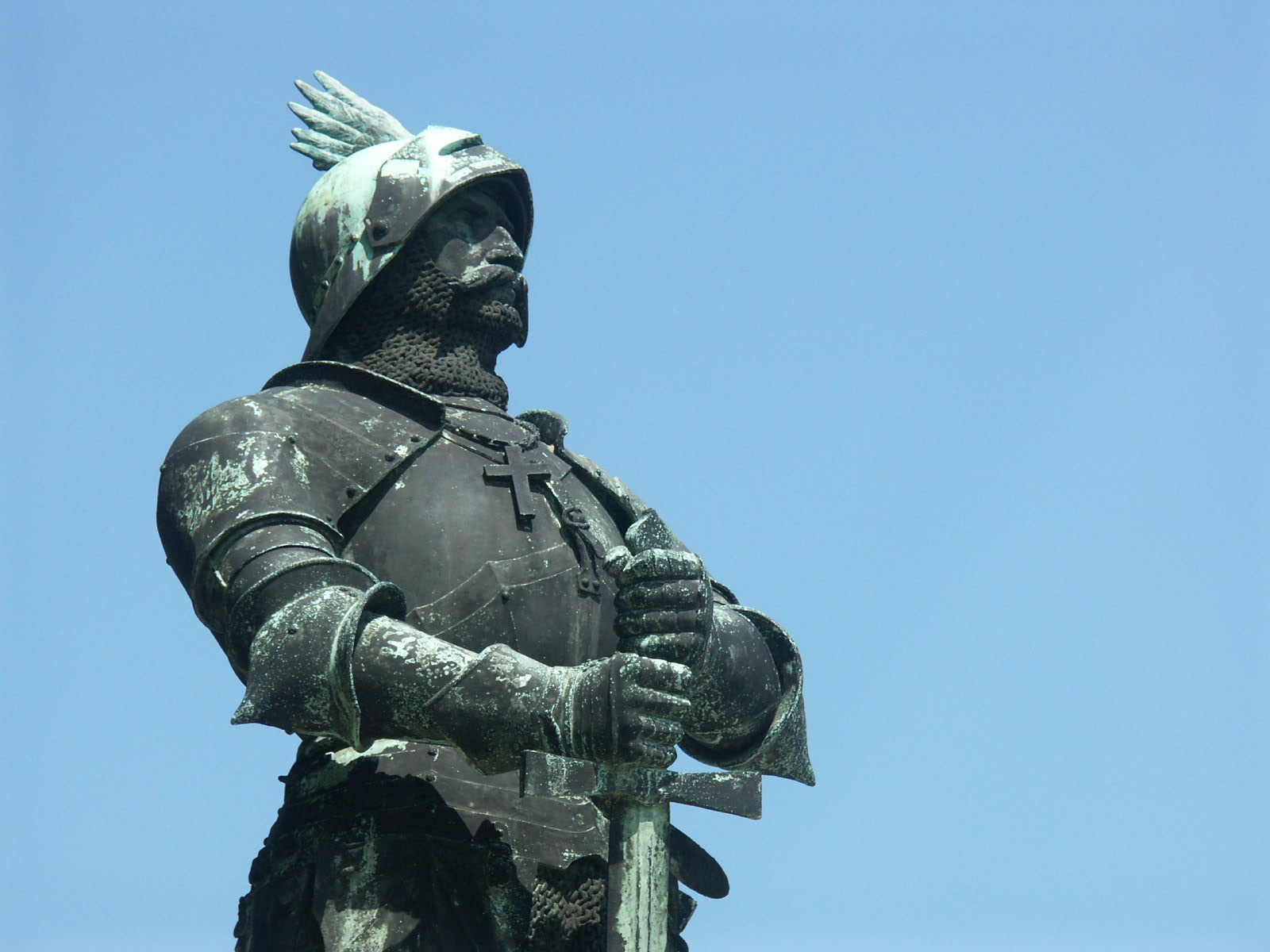
Hunyadi szobra – Budán

### A filmművészetben
- Hunyadi János (1912)[44]
- Hunyadi (2025)[45] - Bán Mór regényei alapján